# Allan Carr
Allan Carr, nato Allan Solomon (Chicago, 27 maggio 1937 – Beverly Hills, 29 giugno 1999), è stato un produttore cinematografico e sceneggiatore statunitense.

## Filmografia parziale

### Produttore
- The First Time (1969)
- Ann-Margret: From Hollywood with Love (1969) - speciale TV
- Quattro sporchi bastardi (C.C. & Company) (1970)
- Ann-Margret Olsson (1975) - film TV
- Ann-Margret: Rhinestone Cowgirl (1977) - speciale TV
- Grease - Brillantina (Grease) (1978)
- Can't Stop the Music (1980)
- Grease 2 (1982)
- Dove stanno i ragazzi (Where the Boys Are) (1984)
- La finestra sul delitto (Cloak & Dagger) (1984)
- Premi Oscar 1989 (61st Annual Academy Awards) (1989) - speciale TV
- Grease 20th Anniversary Re-Release Party (1998) - film TV

### Sceneggiatore
- Grease - Brillantina (Grease) (1978) - adattamento
- Can't Stop the Music (1980)
- Grease Live! (2016) - adattamento

### Film su Allan Carr
- The Fabulous Allan Carr, regia di Jeffrey Schwarz (2017)